# Juan de Dios Pérez
Juan de Dios Pérez Quijada (ur. 1 stycznia 1980 w mieście Panama) – panamski piłkarz występujący na pozycji defensywnego pomocnika, reprezentant Panamy.

## Kariera klubowa
Pérez pochodzi ze stołecznego miasta Panama i profesjonalną karierę piłkarską rozpoczynał w tamtejszej drużynie Panamá Viejo FC. W jej barwach zadebiutował w Liga Panameña de Fútbol, już w swoim premierowym sezonie 2000/2001 zdobywając ze swoim zespołem jedyne w jego historii mistrzostwo Panamy. Niedługo potem ekipa Panamá Viejo weszła jednak w fuzję z Tauro FC, wobec czego młody zawodnik po raz pierwszy zmienił barwy klubowe. W rozgrywkach 2003 zdobył z Tauro kolejny tytuł mistrzowski, natomiast na początku 2005 roku, po sezonie spędzonym w roli głębokiego rezerwowego, odszedł do niżej notowanego Sportingu San Miguelito. Już po upływie dwunastu miesięcy powrócił jednak do Tauro, gdzie spędził udane następne dwa lata; jako podstawowy piłkarz najpierw zanotował wicemistrzostwo Panamy w 2006 roku, aby w wiosennym sezonie Apertura 2007 zdobyć swoje trzecie mistrzostwo kraju.
Wiosną 2008 Pérez podpisał umowę z brazylijskim drugoligowcem EC Juventude z siedzibą w mieście Caxias do Sul. W sezonie 2008 zajął z nim drugie miejsce w rozgrywkach ligi stanowej – Campeonato Gaúcho, regularnie pojawiając się w wyjściowym składzie. Następny rok był jednak dużo mniej udany; nie miał już tak pewnej pozycji w drużynie jak poprzednio, a Juventude na koniec rozgrywek spadło do trzeciej ligi brazylijskiej. Bezpośrednio po tym po raz powrócił do ojczyzny, trzeci już raz zostając graczem Tauro FC, gdzie z miejsca zaczął pełnić rolę kluczowego piłkarza ekipy. W sezonie Apertura 2010 zdobył z nim tytuł mistrza Panamy i sukces ten powtórzył również kilkanaście miesięcy później, podczas rozgrywek Clausura 2012. Kilkakrotnie, choć bez większych sukcesów, wziął również z Tauro udział w Lidze Mistrzów CONCACAF.

## Kariera reprezentacyjna
W seniorskiej reprezentacji Panamy Pérez zadebiutował za kadencji kostarykańskiego selekcjonera Alexandre Guimarãesa, 14 stycznia 2007 w zremisowanym 1:1 meczu towarzyskim z Armenią. Kilka tygodni później znalazł się w składzie na Puchar Narodów UNCAF, gdzie wystąpił w trzech spotkaniach, zaś jego kadra zajęła ostatecznie drugie miejsce w turnieju, przegrywając w finale z Kostaryką po rzutach karnych. W tym samym roku został powołany na Złoty Puchar CONCACAF, podczas którego pełnił rolę kluczowego gracza swojej drużyny, rozgrywając wszystkie cztery mecze od pierwszej do ostatniej minuty, natomiast Panamczycy odpadli z rozgrywek w ćwierćfinale. Wystąpił również w jednym spotkaniu wchodzącym w skład eliminacji do Mistrzostw Świata 2010, jednak panamska reprezentacja nie zdołała się zakwalifikować na mundial.
W 2013 roku Pérez znalazł się w ogłoszonym przez szkoleniowca Julio Césara Dely Valdésa składzie na turniej Copa Centroamericana. Wystąpił tam we wszystkich trzech pojedynkach w wyjściowej jedenastce, a jego drużyna zajęła w tych rozgrywkach piątą lokatę. Kilka miesięcy później został powołany na swój drugi Złoty Puchar CONCACAF.